# Volo Aeropostal Alas de Venezuela 108
Il volo Aeropostal Alas de Venezuela 108 era un volo a corto raggio partito dall'Aeroporto Internazionale La Chinita di Maracaibo, Venezuela, all'aeroporto di Santa Barbara Ed-L Delicias che si schiantò il 5 marzo 1991.

## L'aereo
L'aereo utilizzato sul volo 108 era un McDonnell Douglas DC-9-32, in servizio con Aeropostal da 14 anni; l'aereo era stato prodotto nel 1976.

## La "ghigliottina delle Ande"
Il Páramo "Los Torres" è conosciuto tra i piloti venezuelani come La Ghigliottina ("roulette russa") delle Ande. In senso letterale, è una montagna ripida, solitamente nebbiosa, che i piloti avevano difficoltà a evitare prima che venissero installati sugli aerei adeguati sistemi di allarme di prossimità al suolo. Prima del volo 108, altri due aerei commerciali si erano schiantati vicino alla "Ghigliottina". Il 15 dicembre 1950, un Douglas DC-3 di Avensa in volo da Mérida a Caracas si schiantò, uccidendo tutti i 28 passeggeri e 3 membri dell'equipaggio. Dieci anni dopo, il 15 dicembre 1960, un volo Ransa precipitò uccidendo tutti i passeggeri.

## L'incidente

Relitto dell'YV-23C.

Altri detriti del DC-9 distrutto.

Il volo 108 decollò dall'aeroporto internazionale La Chinita con 45 passeggeri ed equipaggio. Alcuni minuti dopo, il McDonnell Douglas DC-9-32 si schiantò sul fianco di una montagna nebbiosa vicino alla "Ghigliottina" vicino a La Valesa nel settore La Aguada del Páramo Los Torres e prese fuoco. Tutte le 45 persone a bordo morirono.

## La causa
Un'indagine sull'incidente determinò che la causa dell'incidente era un errore del pilota. I piloti avevano inavvertitamente inserito la radiale sbagliata nel loro sistema di navigazione, finendo fuori rotta. A causa della nebbia nella zona, i piloti non sapevano di essere in rotta di collisione con la montagna.

## Nella cultura popolare
Il 23 febbraio 2008, Globovisón menzionò brevemente l'incidente mentre analizzava un rapporto sul volo Santa Bárbara Airlines 518.